# Битка код Бувина
Битка код Бувина је била битка којом се окончао англо-француски рат од 1202. до 1214. и која се одиграла 27. јула 1214. Битка је била пресудна за рани развој Француске у средњем веку потврђивањем суверенитета француског краља над анжујским територијама Бретањом и Нормандијом.
Француски краљ Филип II Август је победио немачког цара Отона IV, чиме је разбио коалицију Светог римског царства и Енглеске, као и својих непокорних вазала - грофа Феранда од Фландрије, Вилијама Дугог Мача и Реноа од Булоња. Феранд и Рено су били заробљени и утамничени, а енглески краљ Јован је био приморан да се сложи са Великом повељом слобода да би задовољио незадовољне бароне. Сам Филип је успео да преузме неопсорну контролу над већином територија Француске који су припадали енглеском краљу Јовану, Отоовом ујаку и савезнику.

## Ситуација пред битку
По наговору Филипа II, папа Иноћентија III је 1213. године успео да се у Немачкој, насупрот Отону IV, изабере други краљ. То је био петнаестогодишњи Фридрих II од Хоенштауфена кога је исте године крунисао у катедрали у Мајнцу.
Исте године Феранд, инфант од Португалије и по праву своје жене гроф од Фландрије одлучио је да под своју власт поврати градове Ер сир ла Лис и Сен Омер које је недавно био изгубио према одредбама мира у Пон-а-Вендину и који су припали Филипу II Августу. Тиме је прекршио завет на верност француској круни и придружио се коалицији коју су чинили цара Отон IV, енглески краљ Јован I, војвода од Брабанта Хенри I, гроф од Холандије Вилијам I, гроф од Лорене Теобалд I и војвода од Лимбурга Хенрик III.
Кампању је испланирао енглески краљ Јован, који је био централна личност овог савеза. Његов план је предвиђао да снаге под његовим заповедништвом одвуку француске трупе што јужније од Париза и вежу их за себе, док би главнина снага под заповедништвом цара Отона IV, напредовала ка Паризу са севера. Јованов је остварио свој део плана, али су његови савезници веома споро напредовали са севера и он се након две мање битке са Французима повукао у Аквитанију 3. јула и ту отпочео са дејствима. Био је далеко од попришта код Бувина - гласнику би требало неколико дана да би стигао до њега - али је наредио да се у његово име раздели сума од 40000 марака, које ће послужити да се започне битка.
У освети за прекршен завет Филипова војска пустоши Фландрију. Био је то уобичајени пљачкашки поход, али је француском краљу открило какав му је противник. Спалио је Лил а затим и Дуе, али је изгубио флоту и град Турне, док Феранд и Реноа I де Дамартина грофа од Булоња за то време успевају да са коњицом допру до прилаза Арасу.
15. фебруара 1214. године се Јован без Земље искрцао у Ла Рошелу са јаким трупама и великом количином новца. Тиме је ставио јасно до знања да је спреман да походом преко Поатуа преотме Анжу. Убрзо приступа опсади тврђаве Ла Рош-о-Моан. Али на вест о приближавању Филипа II који је одмах кренуо ка њему побегао је у Сентонж. Но, француски краљ је и превише опрезан да би га гонио. Крајем априла, у Шинону оставља свог сина Луја, будућег краља, са младим витезовима ~ њих око 5000, а он креће на север да би се супротставио другој опасности. Покушава да окупи саборце из Пикардије, Понтијеа и Артоа, јер је на лето планирао да опет крене у ново пљачкање Фландрије. 2. јула дошло је до судара енглеске војске и француских снага којима је командовао Луј у коме се Французи натерали енглеске трупе у панично бекство.
Цар Отон IV је почетком јула напустио Ахен а 12. јула је груписао своје снаге код Нивела, јужно од Брисела око 1500 витезова и око 12000 коњаника и пешака, и кренуо ка југозападу, у правцу Валансјена, иако није више имао никаквих вести о еветуалном успеху код краља Јована I. 21. јула је стигао новац за војнике из Енглеске.
Филип II Август је, након што је у међувремену окупио све своје вазале, до 23. јула прешао је са војском која је, зависно од извора, бројала између 7000 и 11000 - од чега је било између 1000 и 2000 витезова и 2000 сержана на коњима, пут од Перона до Дуеа у намери да се прегрупише. Филип II је сада предузимао офанзивну акцију, маневришући тако да заузме што боље земљиште за коњицу, на равницама источно од Бувина и реке Марк.
25. јула француске снаге ће се улогорити на Бувину, а 26. јула. ући у Турне. Тог јутра, Отон IV и грофови од Фландрије и Булоња били су око пет километара јужније, у Мортању, месташцу где се река Скрапа улива у Еско и наилазили су француским трупама из позадине. Отон IV је био веома изненађен брзином француских снага јер је мислио да ће француског краља ухватити неспремног - што је вероватно и намамило цара у замку. Иако је био искључен из Цркве - Отон IV је већ био изопштен - одлучио се да нападне француску заштитницу.
Француски краљ откривши где му се тачно налазе непријатељи сазива веће на коме присуствују његови рођаци, војводе, грофови и сваки од регионалних представника износи своје мишљење. Већина сматра да се по тако незгодном терену и са тако бројним трупама иза себе, не треба удаљавати сувише далеко, него да се раном зором треба повући на француску страну чиме би војска опрезно прешла мост и зауставила се негде у правцу Лила како би боље осмотрио ситуацију.
Одлучивши да прими битку, Филип II је вратио на десну обалу део снага које су већ прешле реку и постројио се у згуснутом фронту ка североистоку. За снаге француског краља је било веома опасно да отпочињу битку јер се река налазила у њиховој непосредној позадини и било ју је могуће прећи само преко моста. Своје трупе које су бројале око 15000 људи распоредио је тако што је напред поставио пешадију и градску милицију, на крилима коњицу. Сам Филип II је заузео положај иза својих пешадинаца заједно са коњичком резервом и златним царским барјаком Карла Великог - Орифлејмом распоредивши их у три групе. Ширина фронта је износила око 1500 метара. Отон IV је своје снаге распоредио паралелно, такође у три групе у истој ширини.

## Обострани борбени поредак
И данас постоји доста контроверзи у процени обостраних снага које су учествовале у бици. Класична француска историјографија често наводи да су коалиционе трупе биле троструко бројније него снаге француског краља. Француски историчар Филип Контамин није овог мишљења и сматра да на први поглед снаге цара Отона IV нису имале апсолутну бројчану надмоћ.
Након подробног испитивања других извора, стручњаци су покушали да дају неколико својих процена, но све се оне међусобно веома разликују и непоуздане су. Процена која се чини најверодостојнијом утановио ју је Ј. Ф. Вербруген ~ Филип II је у битку увео најмање 1500 витезова, вероватно исто толико обичних коњаника и 4000 до 6000 пешадинаца; а на супротној страни, било је незнатно више пешадинаца. Најпрецизнија сведочанства, у којима пре свих спадају рачуноводсвена документа, односно спискови заробљеника - сачењени веома брижљиво јер помињу новац - као и спискови у којима се наводе гаранти откупнина, допуштају да се у читавој маси, по имену и презимену, разликују се нешто мање од 300 особа. А изузев четири имена, сва остала односе се на витезове.
Према наводима Вилијема од Бретона линија војника у линији била је 40000 корака - око 1500 метара. Међутим, та дужина за толики број људи оставља веома мало простора за маневрисање и борбу прса о прса.
Познато је да је Филип II упутио позив градивима у северној Француској да му упуте помоћне контингенте. У случају опасности, сви способни припадници једне комуне били би мобилисани, а такође су имали обавезу и да дају прилог када се ратовало у удаљеним крајевима. Наиме, били су дужни или да испоруче известанброј војника или да уместо тога приложе одређену суму новца којом ће се исплатити они који су их заменили. Листа до данас сачуваног регистра капетске администрације, устављеног 1204.1204. године има 39 комуна на краљевском добру које су биле од Артоа до Поатуа и од Нормандије до Санса. 17 комуна је упутило своје градске милиције у битку - Ноајон, Соасон, Амијен, Бове, Арас, Мондидије, Монтреј, Есдин, Корби, Роај, Компјењ, Бријер, Серни, Крепи, Лаоне, Грандлен, Вали и још једна чије име недсотаје.
- Арас је послао 1000 људи
- рејон Абевила 2000
- Париз је послао 2000 људи од којих се 1750 борило у бици

Војска краља Филипа II имала је укупно 7000 војника.
Краљевска војска је била подељена на три дела:
- Десним крилом, састављеним од витезова из Шампање и Бургундије командовао је војвода од Бургундије Ед, који је припадао династији Капета али није био близак рођак краља и његови поручници ~ Гоше од Шатијона гроф од Сен-Пола (сестрић Роберта II од Дреа и рођак Филипа II), гроф Вилхелм од Санкира, Жан гроф од Бомона као и Матија од Монморансија (чуја је супруга била ћерка грофа од Соасона и сестричина Роберта од Дреа), Адам II виконт од Мелена и Жан од Несла - сестрић грофа од Соасона и зет грофа од Сен-Пола. Негов положај је веома специфичан јер он господари и Брижом, тако да се властелинство простирало истовремено и у Пикардији и у Фландрији, али је остао одан француској круни. Један од властелина кој им је био раван а припадао је млађима био је гроф Анри од Бара кога су сви називали „младићем“. Он је тек недавно наследио оца и још се није оженио.

Испред десног крила били су распоређени наоружани људи и милиција из парохија Бургундије, Шампање и Пикардије предвођени сержантима из Соасона.
- Центром је заповедао краљ Филип II Август и први витез - Гијом од Бара, Бартоломеј од Руаја, Жерард Скоф, познат као „Жерард Крмача“, Гијом од Гарланда, Енгуеранд III де Коуси, Готије од Немур Млађи Жан од Рувреја. Ту си била и два Лотаринжанина која су следила пример грофа од Бара ~ Пјер Мовуазен и Жирар ла Труиј. Сви именовани су били најстарији другови француског краља, пријатељи са којима је проводио време у забави и пићу. Сви су били мање-више његових година, имали су неко задужење у дворцу или ван њега и међусобно су родбински повезани ~ и са династијом Капета и грофовским породицама: Гијом од Гарланда је преко жене, нећак Роберта од Дреа, зет Грофгроф Сен-Пола и таст грофа од Бомона. У овој групи изузетном снагом истицао се Гијом од Бара који је на француском двору обављао дужност дворског управитеља. Био је десна рука Филипа II и већ 30 година га је пратио га у свим својим походима.

Испред краља и његових витезова била је распоређена пешадија из градова Ил де Франса и Нормандије.
- Лево крило је било састављено од витезова и пешадије које је предводио Роберт II од Дреа - брат од стрица Филипа II и гроф Вилијам од Понтиоа. Главнину левог крили чинили је наоружани људи из Бретона и милиција из Дреа, Першеа, Понтиоа и Вимеа.

Постоји известан број витзова које средњевековни извори помињу, од којих неки, с обзиром да носе заставе, предводе сопствене војске, углавном поседују властлинства у Пикардији. То су Тома од Сен-Валерија, Иг и Готије од Фонтена, Пјер Тристан и Иг и Жан из Мареја. Неки пак, као браћа од Кондина, долазе из Соасона. Из Нормандије су присутна само двојца Етјен од Лоншана и Гијом Мортмер, за које се зна да су већ дуги низ година били одани француском краљу. И ратоборни бискуп Бовеа, Филип од Дреа - брат грофа од Дреа - борио се овде. За њега је битка била прилика да изравана старе рачуне и стога се борио буздованом да би удовољио црквеним законима који су свештеницима забрањивали проливање крви. Поред њега у бици је учествовао још један прелат - брат Герен, „изабрани“ из Санлија, за кога се, мада је већ одређен да буде бискуп, данас претпоствља да још није био посвећен. То уважено место добијало се као награда за веома дуго служење у краљевској служби. Као припадник реда Хоспиталаца, па је као такав био упућен у ратничку вештину. Он је од када је био изабран саветима и оружјем помагао Филипа II, осам година млађем од себе.
Из крајева јужно од Лаоре није било ни једног витеза, ниједног обичног коњаника и ниједног пешадинца. Те земље су још увек биле други свет. Краљевска војска на Бувину била је пре свега на војска некадашње Франачке.
Мост код Бувина, једини пут за повлачење преко мочвара, чувало 150 сержанта који су чинили једину француску резерву.
Тај мост је био од изузетне важности јер се једино њиме и путем који се настављао - на истоку ка Турнеу и Еноу а и на југ ка Арас и Пикардији могла прећи долина реке Марк. Био је то широк и отворен усек између две висоравни, испуњен стајаћом водом. На том прелазу, формираном још у Преисторијско доба, налазило се село које је припадало монасима Сент-Амана, неколико шумарака и једна капела, а нешто даље, на самој ивици прелаза, уздизао се манастир Сизуанг, основан још у доба Каролинга. Прећи мост, са стратештог становишта, значило је подићи иза себе сигурну брану, зауставити се, подићи логор, окрепити се и осматрати. То је и учинио Филипа II 25. јула 1214. године. Испред моста пак, на источној страни, простире се висораван широка око два а дугачка око десет киломатара. Са једне стране је окружују шуме, а у средишњем делу је прекривају широке и плодне парцеле плодне земље под житом, које су сељани тог 27. јула, почели да жању и тако га претворили у веома добар терен за јуриш коњице. Само неколико километара ка истоку, пресецајући реку Шелду, била је граница која је Француску одвајала од Немачког царства, а нешто даље западније почињао је Артоа, земља коју је француски краљ наследио од прве жене. Место битке се налазило тачно на месту додира фламанских, царских и капетских територија.
Цар Отон IV такође је поделио своју армију на три дела:
- Лево крило, под командом Феранда од Фландрије са његовим Фламанским витезовима - под заповедништвом Арнауда од Оденарда. Војници су били из Фландрије и Еноа.
- Центром су командовали цар Отон IV и Теобалд војвода од Лорена. Са њима у центру су били још Хенри војвода од Брабанта, и Филип Куртенеј маркиз од Намир; заједно са многим војницама из Саксоније, витезовима и пешадијом из Брабанта и Немачке. Испред центра била је постављена немачка пешадија дубоко збијена, коју су чинили копљаници постављени у квадрат на сваком углу, а другу линију је чинила пешадинци из Саксоније у резерви. Отон IV је био окружен са 50 немачких витезова.
- Десно крило, под комадом Реноа I де Дамартина, грофа од Булоња, чинили су подједнако и пешадија из Брабанта и енглески витезови у служби код Вилијема „Дуги Мач“, грофа од Солсберија. Гроф од Солсберија био је ванбрачни син енглеског краља Хенрија II Плантагенета и самим тим полубрат Јована без Земље, најчувенији борац у породици.

Поред њих ту су били још и Брабансони грофа од Булоња.
На крајњем десном крају, били су постављени енглески стрелци тако да су могли да подржавају са бока и пешадију из Брабанта и племиће из Лорене.

## Битка
Битка се заправо одвијала у три засебна боја ~ у центру и на крилима.
Битка је отпочела веома конфузном борбом коњице на француском десном крилу, у коме су поједини међусобни витешки бојеви и подвизи - који су најбоље забележени у хроникама - боље дошли до изражаја него борба у маси. Најозбиљнија борба се развила између два центра. Пешадија из низоземских земаља, која је тада сматрана најбољом у Европи одбацила је француске снаге. Филипа II је предводећи коњицу састављену од племића и витезова након дуге и исцрпљујуће борбе током које је био збачен са коња и једва је избегао смрт, почео да потискује Фламанце.
У међувремену на француском леву крилу трупе под командом Роберта од Дреа су пред првим налетом снага предвођених Вилијемом „Дугим Мачем“, грофом од Солзберија и Реноа I де Дамартина, грофа од Булоња биле принуђене на повлачење корак по корак ка бувинском мосту. Вилијем „Дуги Мач“ је био збачен с коња и заробљен од Филипа од Дреа - брат грофа од Дреа - познатији као бискуп Бовеа а енглески војницу су се разбежали. Матија од Монморансија заробио је 12 непријатељски барјака. Узнак сећања на овај догађаја штит на грбу укључивао је 12 орлова или 16 укупно уместо четири претходно.
На десном крилу француске трупе су успеле да потисну фламанску коњицу, натерају је на повлачење и тада заробе Феранда грофа од Фландрије, једног од предводника коалиције против грофа од Фландрије Феранда против Филипа II.
У центру се развила врло оштра борба прса о прса између снага које су предводили лично француски краљ и Цар. Немачке трупе су овде употребиле једну дотле невиђену врсту оружја. То су били веома дуги и танки ножеви чије се сечиво заривало од врха до самог балчака и који је истовремено служио и као копље и као мач.
Француске снаге су овде успеле да натерају Немце да устукну и почну да се повлаче, а самом Цару су пришле толико близу да је Пјер Мовуазен из Лотарингије успео да ухвати узде царевог коња у покушају да га извуче из метежа и зароби. Но, убрзо је схватио да му то због огромне масе која се тискала око њега неће успети те је ипак пустио узде. Други француски витез који се нашао у близини га је ударио у груди али га због дебљине оклопа није успео пробости. У понвном покушају ножем је налетео на главу пропетог Отоновог коња и кроз око му зарио сечиво до мозга. Осетивши ударац, унезверини коњ је почео да се батрга, а затим се окренуо и појурио назад. Тако је и Цар окренуо леђа борби и отишао. Само што је мало одмакао, коњ му се срушио а и Цар заједно са њим. Када су му његове штитоноше довеле другог коња, потпуно одморног, чим га је узјахао наставио је је да бежи на свеопште изненађење.
И поред бекства Отона IV жестоке и огорчене борбе у центру нису престајале јер ни једна страна није попуштала. Док је Цар бежао, његови најславнији витезови, који су му током битке чинили телесну гаргу, се уопште нису предавали те се битка опет распламсала. Снаге којима су заповедали Бернар од Остемала, врло чувен по својим подвизима и грофови Ото од Текленбурга и Конрад од Дортмунда наносили су Францизима велике губитке. Но, на крају, бројчано надвладани, ипак су били заробљени.
Битка је била дефинитвно одлучена када су француска крила почела на унутра да затварају и одсецају повлачење снага у центру царске војске. Редови царских трупа су све више почели да се осипају јер су војвода од Левена, војвода од Лимбурга и Хуго од Бова побегли са бојишта а са њима веће и мање групе ратника.
Најжешћу борбу до самог краја водио је грофа од Булоња. С обзиром да јуриши француских снага на грофа никако нису престајали, а он се држао веома јуначки, применио је током битке једну нову тактику. Брабансона којих је, зависно од извора, било између 400 и 700, су у току битке густо збијени образовали двоструки круг у облику точка и у тај простор се могло улазити само на једном месту. Ту би се гроф од Булоња повлачио када је био заморен борбом или када би непријатељ жешће навалио, и ту је могућност применио неколико пута.
Брабансони су били елитна трупа тог времена, наставили су да се боре до краја, чак и када је царска војска већ била у бекству. Када их је видео, француски краљ је на њих послао Тому од Сен-Валерија, веома поштованог и узорног витеза који је био веома учен за то доба. Тома је одлучио да у напад поведе 50 витезова и 2000 пешадинаца. Иако су били исцрпљени од целодневних борби, храбро су напали ове престале ратнике Светог римског царства. Сви Брабансони су били посечени а гроф од Булоња заробљен. Поред њега био је заробљен и грофа од Фландрије Феранд. Обојца су била утамничена. Средљевековне хронике тврде да су снаге Томе од Сен-Валерија имале само једног рањеног борца.
Десно француско крило, које су чинили феудални контингенти из Бургундије, Шампање и Североистока, разбило је на левом Отоновом крилу витезове из Фландрије и Еноа, којима је командовао гроф Феранд.
Француски краљ после битке није желео да његови људи, гоне немачке бегунце, даље од око два километра. Прво због опасности од слабо познатих прелаза, затим због мрака који само што се није спустио, али и због страха да би неки принчева или богатијих заробљеника могао побећи војницима који су их чували. Наредио је да се огласе трубе и рогови и да се сви који су још увек јурили бегунце врате у логор.
Пораз Цара Отона IV био је потпун. Кола на којима се током битке вијорио царски барјак била су разбијена у парампарчад, змај поломљен и уништен, а позлаћеном орлу била су поломљена и очерупана крила и у таквом је стању био предат француском краљу.
Поред тога и још много битније било је то што је због пораза је изгубио и скоро све своје присталице у Немачкој. Но, он ће се ипак све до своје смрти 1218. године држати својих претензија на место Цара Светог римског царства.
Губици Француза били су сасвим мали, а војске немачког цара преко 170 погинулих витезова и неколико хиљада пешака, а 127 витезова заробљених, међу којима пет грофова, 25 барона и стотине витезова.

## Закључак и последице битке
Филип II Август се тријумфално вратио у Париз водећи заробљене племиће у дугој поворци, док су га његови захавални поданици уз пут дочекивали као победничког краља. Париско грађанство је тријмфално дочекало свог краља. У знак захвалности за победу Филип II је основао опатију Наше Госпе од Победе између Сенлија и Мон-л-Евика.
Цара Отон IV се након битке повукао у свој замак Харцбург, у Доњој Саксонији - у близини данашњег Бад Харцбурга, у коме је, између осталог и умро 1218. године.
Рено I де Дамартин, грофа од Булоња био је спроведен у изузетно добро чувану тамницу у Перону у бачен у ланце. Према рукопису Гијома Бретонца, ланац који му је спајао ноге био је толико кратак да је једва могао да превали и пола корака, а за њега је по средини био причвршћен други, дужине десет стопа и обмотан око једног огромног трупца који су једва могла да помере два јака човека када је гроф ишао да обави физиолошке потребе. гроф Феранд од Фландрија је био спроведен у Париз и смештен ван градских зидина, у једној високој, масивној и недавно подигнутој кули која се називала Лувр.
Убрзо након битке Филипом II је поново окупио војску и упутио се у Поату, где се тада налазио Јован без Земље. Када се са војском приближио добро утврђеном и добро чуваном замку Луден стигао је гласник од веома утицајног виконта од Туарса и највиших племића Аквитаније с молбом да евентуални сукоб реше мирним путем, нашта је француски краљ пристао.
Јован без Земље се тада налазио на само тридесетак киломатара одатле био је у веома великој недоумици шта да ради с обзиром да није хтео да прихвати отворену борбу са Филипом II а није у близини имао ни неку тако добру тврђаву. На крају је одлучио да му пошаље преговараче - међу којима је био и папски легат у Енглеској гроф Честера - да би покушали да издејству ако не мир, барем неку врсту примирја. Они су успели да склопе примирје на пет године, али уз обавезу да знатном броју пешадинаца и коњаника којима је француски краљ располагао прикључе још 2000 витезова уз чију би помоћ Французи могли веома лако и брзо да освоје Аквитанију и заробе енглеског краља.
је успео да са Филипом II под веома повољним условима сходно датим оклоностима.
Битка код Бувина је према мишљењу Жана Фавијера „једна од битка која је и пресудно и симболички утицала на историју Француске“, а за Филипа Контамина је „ова битка имала и значајне полседице и велики утицај на даљу историју Француске“.
Ово је била прва битка у средњем веку у којој је вредност пешадије дошла до пуног изражаја. И поред тога она је била типична феудална битка, која се решавала борбом витезова. У њој су учествовали и владаоци који су пред судар распоредили своје трупе а касније нису имали неког већег утицаја на ток битке.
Овом великом победом је на дуже од једног века отклоњена на дуже од једног века свака опасност да ће Енглеска повратити Нормадију, Мен или Анжу. Поату је остао погранична област. Тамошњи немирни властелини у рату су пристајали уз свакога ко дође у Поату са восјком, а у миру уз оног господара који је најудаљенији и најмање заинтересован за њихове послове. Под чврстом управом енглеског краља остале су једино приобалне области Аквитанија - Гаскоња и Гијена. Француска круна потврдила своју врховну власт на тзв. Ангевинским земљама династије Плантагенет.
Освајање Нормандија, Мена, Анжуа и Турана било је изузетно значајан корак у ширењу француске монархији. Сама Нормандија је давала приходе који су били једнаки укупним приходима са краљевског домена пре ових освајања. С обзиром на то да је половина прихода из времена пре прикључења нових земаља долазила од грофовије Артоа, коју је такође стекао француски монарх, као наслеђе његове прве жене од њеног стрица грофа од Фландрије, може се рећи да је Филип II учетворосртручио приходе француске круне и тиме учинио монархију много моћнијом од свих његових великих вазала. Тиме су постављени снажни темељи једној снажној монархији коју ће даље изграђивати наредне четири генерације краљева из куће Капета.
Бици код Бувина Енглеска дугује Велику повељу слобода, Свето римско царство немачког народа величанствени и бурни залазак династије Хоенштауфен а Француска учвршћење централне краљевске власти у Француској и уједињене њених дуго подељених покарјина у апсолутистичку монархију.